# Plac Prešerena

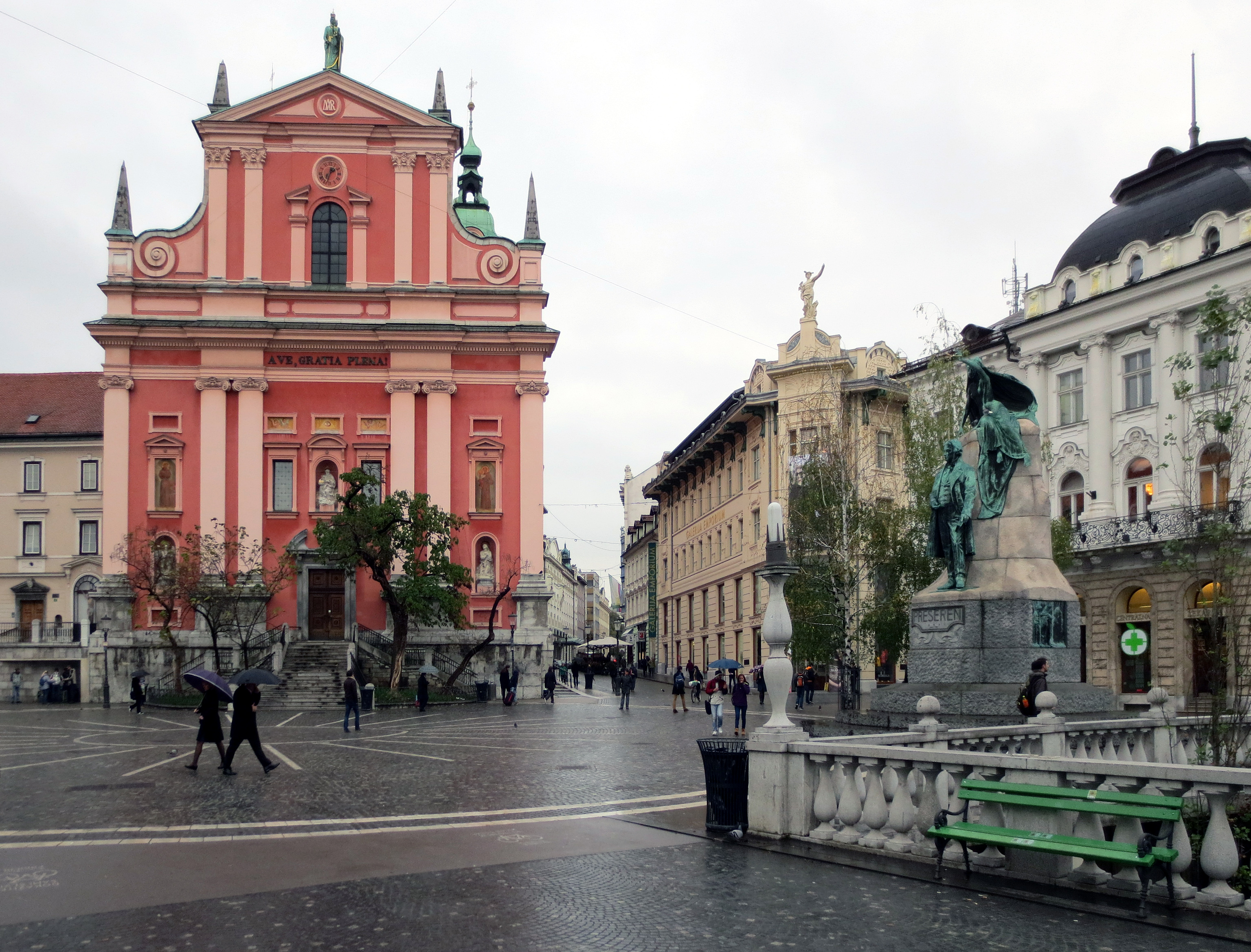

Plac Prešeren (słoweń. Prešernov trg) – plac w centralnej części Lublany. Położony jest w obrębie starego miasta, w strefie wyłączonej z ruchu kołowego. Odbywają się na nim koncerty, wydarzenia sportowe i polityczne, demonstracje oraz obchody miejskiego karnawału. W 2007 r. został odnowiony.

## Opis
Leżący przed wjazdem do średniowiecznego miasta plac ma kształt lejkowatym węzła ulic, które biegną od niego w różnych kierunkach.

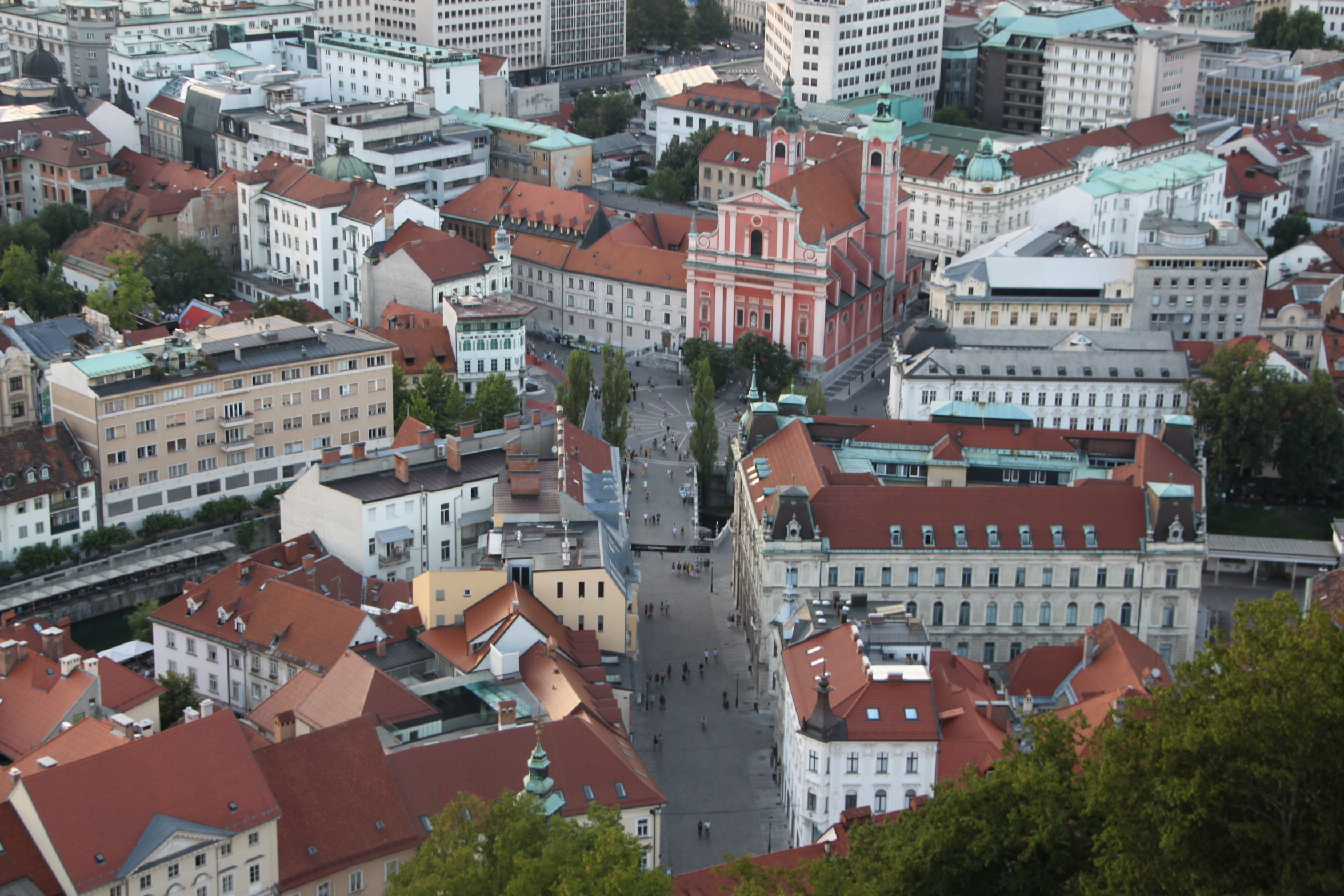

Na południu, poprzez Potrójny Most, łączy się z ul. Stritara (Stritarjeva ulica), która prowadzi w kierunku ratusza miejskiego przez symboliczne "wrota miasta", wyznaczone przez pałac Kresija oraz pałac Filipa. Od północnego zachodu łączy się z ulicą Čopa (Čopova ulica),  która prowadzi w stronę Poczty Głównej i domu towarowego Nama. Od północy z placem łączy się ulica Miklošicia (Miklošičeva cesta).  Pomiędzy ulicami Čopa i Miklošicia znajduje się klasztor franciszkanów i kościół Zwiastowania. Po stronie zachodniej biegnie ul. Wolfa (Wolfova ulica), przechodząca obok secesyjnego domu Mayera, w którym obecnie mieści się biuro Banku Austrii i kawiarnia, w kierunku placu Kongresowego (Kongresni trg). Na południowym zachodzie nabrzeże Hribara prowadzi w górę rzeki Ljubljanicy obok Placu Pałacowego w kierunku pałacu Zoisa i mostu św. Jakuba. Na wschodzie wzdłuż placu przebiega ul. Trubara, mijając budynek Centralnej Apteki (dawny pałac Meyera) i kierując się w stronę Mostu Smoczego. Nad rzeką Ljulbljanicą nabrzeże Petkovšeka biegnie w kierunku kościoła św. Piotra.
Po wschodniej stronie placu, przed Centralną Apteką, w 1905 r. wzniesiono z brązu posąg narodowego poety słoweńskiego France Prešerena, któremu towarzyszy muza, Julia Primic. Rzeźba Ivana Zajeca stoi na cokole zaprojektowanym przez architekta Maxa Fabianiego, na którym ukazano sceny nawiązujące do twórczości poety.

## Historia placu

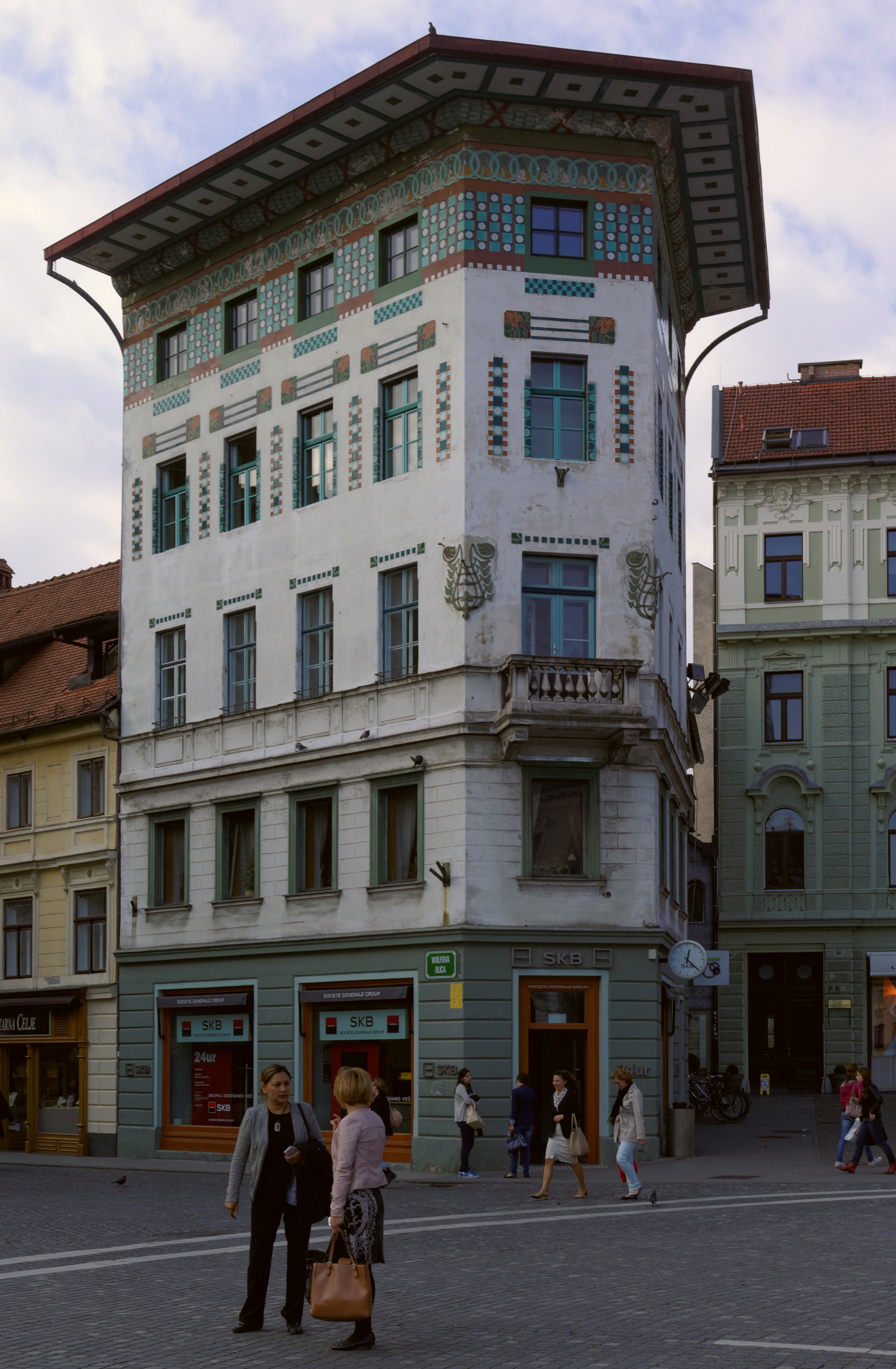
Dom Hauptmanna

Pierwotnie plac był zwykłym skrzyżowaniem dróg. Obecny wygląd zyskał w XVII wieku, kiedy zbudowano barokowy kościół franciszkański Zwiastowania. Od kościoła nosił nazwę Placu Mariackiego. W 1823 r, po rozebraniu murów miejskich, dotychczasowe skrzyżowanie zamieniono na plac i wybrukowano. Po trzęsieniu ziemi w Lublanie w 1895 roku architekt Max Fabiani zaprojektował plac jako zbieg czterech ulic. W miejscu zniszczonych przez trzęsienie ziemi średniowiecznych domów wzniesiono miejskie pałace Frischa i Seuniga. Pomiędzy ulicami Čopa i Wolfa znajduje się natomiast dom Hauptmanna, zbudowany w 1873 r. i odnowiony w pierwszej dekadzie XX w. w stylu secesyjnym przez Cirila Metoda Kocha. W tym samym okresie w stylu secesyjnym odnowiono starszy dom Urbanca. W 1925 r., zbudowano secesyjny pałac Mayera. Ostatnim znaczącym budynkiem wzniesionym przy placu był ukończony również w dwudziestoleciu międzywojennym dom handlowy Mayera w południowej części placu.
W latach 80., według projektu Edvarda Ravnikara, zmieniono formę zagospodarowania placu i nadać mu formę okręgu, a także wyłożyć go granitową kostką brukową, z wyznaczonym okręgiem i promieniście odchodzącymi liniami wykonanymi z macedońskiego marmuru siweckiego. Ravnikar proponował również ustawienie na placu fontanny, ale koncepcja ta nie została zaakceptowana przez mieszkańców. W 1991 r. kompleks architektoniczny i urbanistyczny placu otrzymał status zabytku.
W 2007 r. centrum miasta zostało zamknięte dla ruchu samochodowego, co oznaczało utworzenie wokół placu Prešerena strefy dostępnej tylko dla pieszych.